# Meczet Jashara Paszy
Meczet Jashara Paszy (alb. Xhamia e Jashar Pashës) – historyczny meczet, który znajduje się w stolicy Kosowa, Prisztinie.

## Historia
Według inskrypcji, które znajdują się wewnątrz meczetu, budynek został zbudowany 17 maja 1834 roku przez Yashāra Mehmeta Pāshā, obywatela miasta Prisztina, który w 1842 roku był osmańskim gubernatorem miasta Skopje.

## Konstrukcja i wyposażenie
Budynek składa się z portyku i sali modlitewnej. Pierwotny portyk został zniszczony podczas poszerzania drogi i zastąpiony nowym drewnianym gankiem. Hol pokryty jest tynkiem i ozdobiony arabeskami. Nisza modlitewna (mihrab) przykryta jest stalaktytowym dachem, nad którym znajduje się rzeźba z pieczęcią króla Salomona i tugrą sułtana Mahmuda II. Zachowały się oryginalne okna z żelazną kratą, ozdobione ozdobnymi wzorami roślinnymi. Kopuła dachu pokryta jest ołowiem.